# Castillo de Largoët

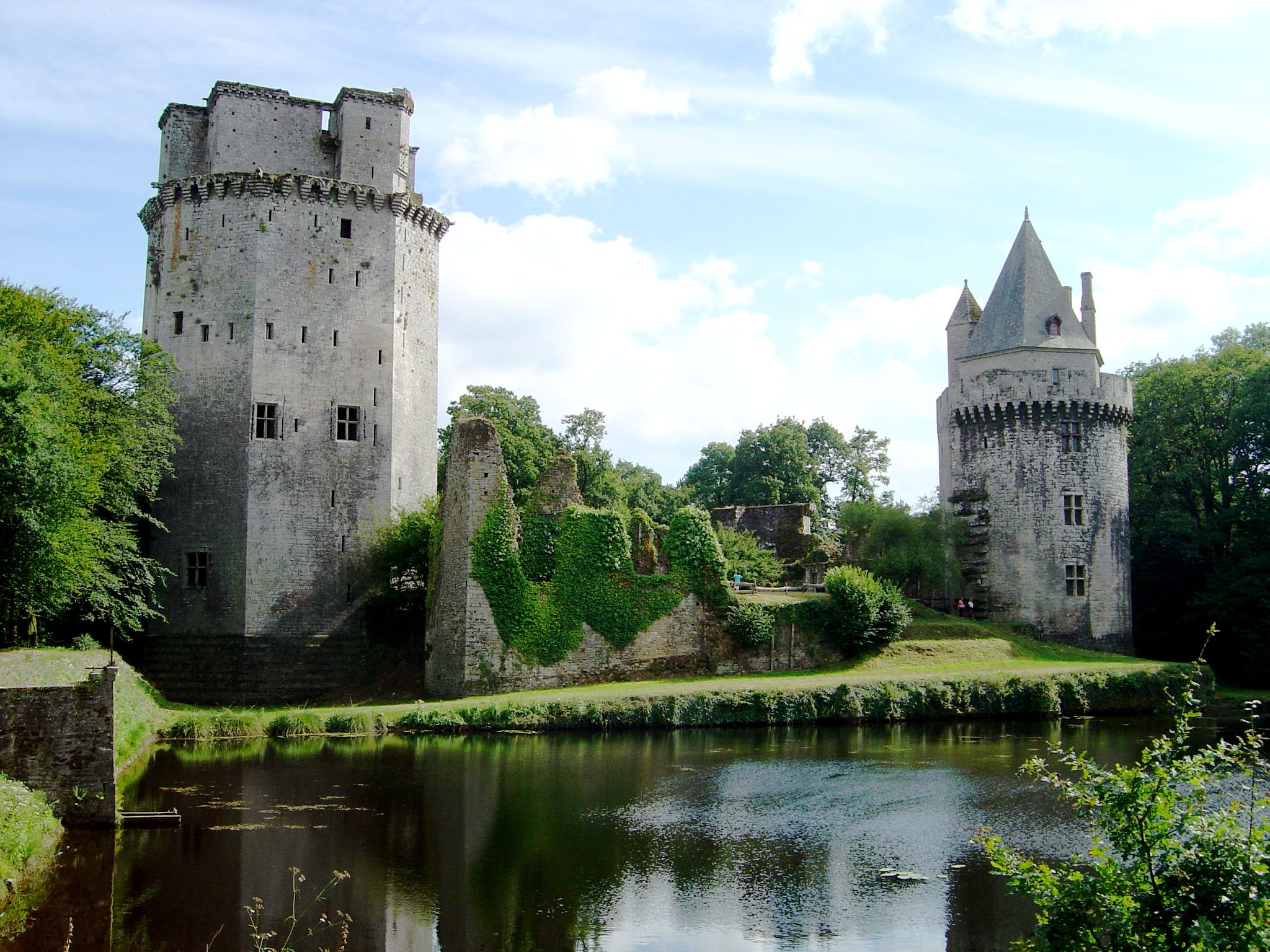
Vista de la torre del homenaje y de la torre redonda, desde el estanque.

El castillo de Largoët (en francés: Château de Largoët, también conocido por el nombre de Torres de Elven (francés Tours d’Elven), es una fortaleza medieval situada en la comuna francesa de Elven, en el deparmento de Morbihan (Francia).
La primera mención al castillo data del año 1020, como posesión del señor de Elven Derrien I, aunque el edificio que se conoce actualmente fue construido entre los siglos XIII y XV. Posesión de la familia Malestroit en el siglo XIII, los partidarios de Blois y Montfort se lo disputaron durante la guerra de sucesión de Bretaña, para ser conquistado finalmente por la familia de Rieux en el siglo XV. Fue durante esta época (entre 1474 y 1476) cuando Juan IV, señor de Rieux, acogió a Enrique Tudor, duque de Richmond, futuro Enrique VII de Inglaterra. En 1490, Carlos VIII mandó derruir el castillo, aunque fue restaurado posteriormente bajo el impulso de Ana de Bretaña.
Nicolás Fouquet lo compró en 1656 y, tras su muerte, fue vendido a Michel de Trémeurec, pasando a pertenecer a su familia. 
En el siglo XIX, se decidió destruir el castillo debido a su estado ruinoso pero fue salvado de la demolición gracias a la acción de Prosper Mérimée, que consiguió que fuese clasificado monumento histórico en 1862 y unos años más tarde, se inició su restauración.
En los años 1980-1990, el castillo fue escenario de organización de espectáculos de cuentos y leyendas: Lancelot du Lac, Tristán e Isolda entre otros. Estos espectáculos, organizados por la Association pour la Renaissance du Château de Largoët (Asociación para el Renacimiento del Castillo de Largoët, ARCL) cesaron a mediados de los años 1990, aunque en el año 2002, se empezaron a organizar de nuevo espectáculos en lengua bretona.

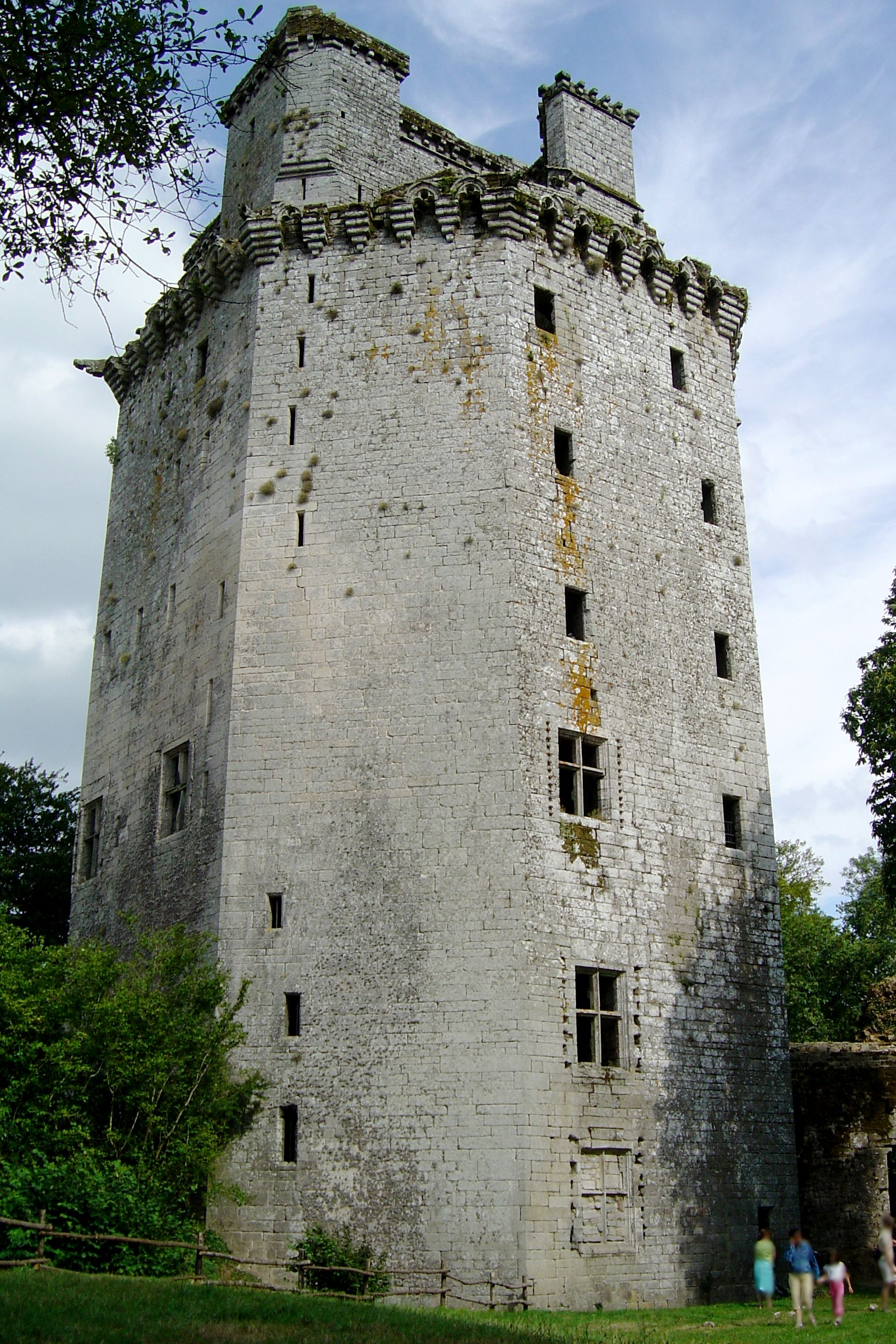
Torre del homenaje octogonal.

## Arquitectura
Las ruinas de Largoët conservan un aspecto que impone, en particular, gracias a la torre del homenaje octogonal del siglo XIV, de unos 45 metros, que la convierte en uno de los más elevados de Francia. Consta de cinco pisos y sus paredes tienen un grosor de 6 a 10 m. En el primer piso, se puede aún ver la zona donde residió Enrique Tudor.
Además de este torreón, se encuentran otras edificaciones medievales:
- Una torre redonda de tres pisos, del siglo XV, con aberturas para cañoneras en el primer nivel. Fue restaurada y arreglada en el siglo XX para hacer una cabaña de caza, y sirvió de decorado para el rodaje de películas históricas, como Lancelot du Lac y Chouans.
- Un châtelet del siglo XV en la entrada a la fortaleza, adosado a otra construcción del siglo XIII.
- Los restos de la muralla del recinto, del foso desecado y un estanque.
- Las ruinas de una construcción denominada "Refrigerador" que estaba destinado a conservar la comida.
- La entrada a un refugio subterráneo, al sur de la fortaleza, formado por dos salas, sin otra salida, desconociéndose si comunicaba con el burgo de Elven o con la torre del homenaje.